# Wolfgangkirche (Hoheneck)

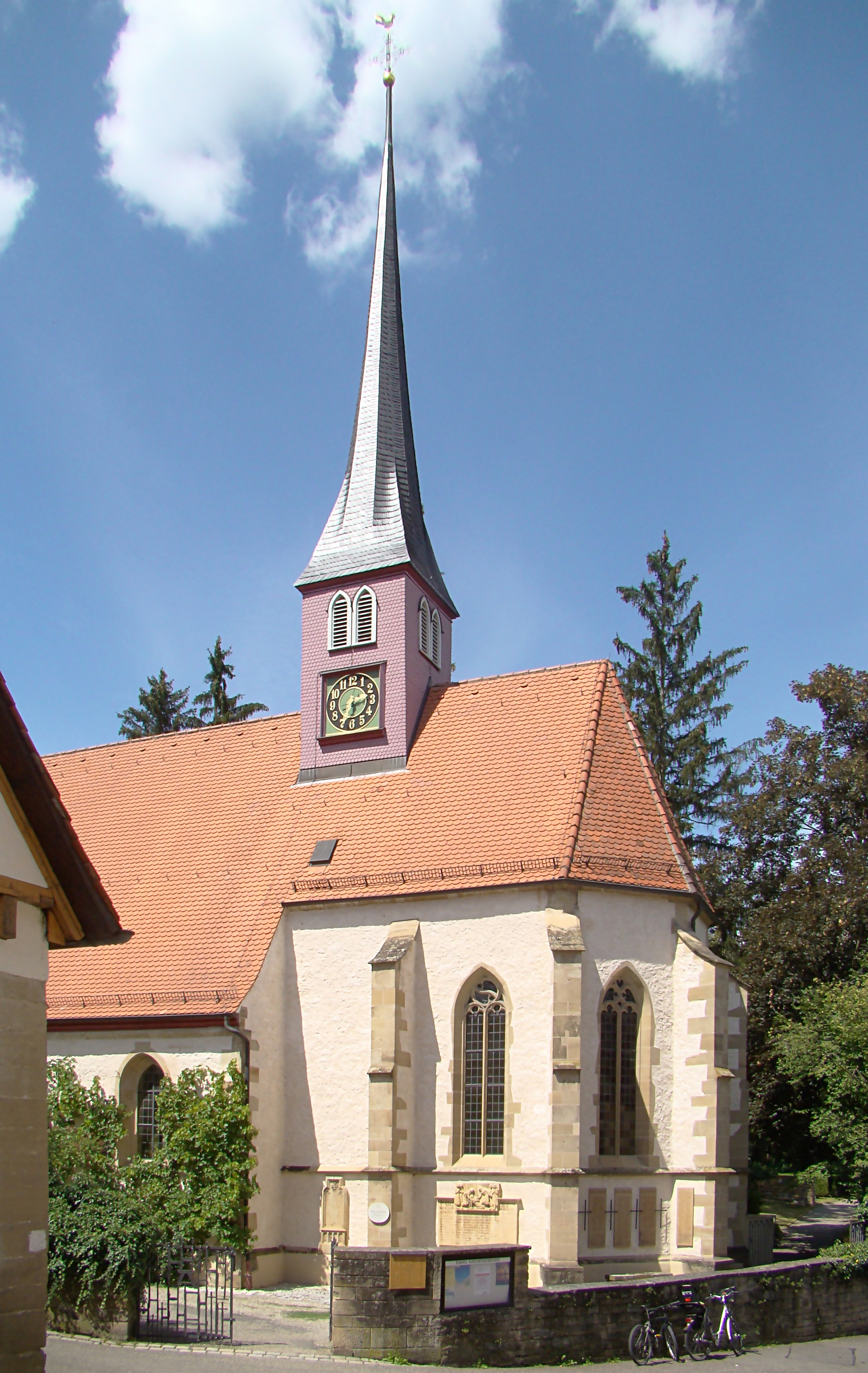
Wolfgangkirche in Hoheneck

Die evangelische Wolfgangkirche steht in Hoheneck, einem Stadtteil der Kreisstadt Ludwigsburg im Landkreis Ludwigsburg in Baden-Württemberg. Das Bauwerk ist beim Landesamt für Denkmalpflege Baden-Württemberg als Baudenkmal eingetragen. Die Kirchengemeinde gehört zum Kirchenbezirk Ludwigsburg der Evangelischen Landeskirche in Württemberg.

## Beschreibung
Die 1496 bebaute Saalkirche besteht aus einem Langhaus und einem eingezogenen Chor mit Fünfachtelschluss im Osten, der von Strebepfeilern gestützt wird. Aus dem Dach des Chors erhebt sich ein quadratischer, mit einem spitzen Helm bedeckter Dachreiter, der die Turmuhr und den Glockenstuhl beherbergt.
Die Orgel wurde 1973 als Opus 5647 von E. F. Walcker & Cie. errichtet.